# مسائل زیست‌محیطی در تهران
تهران پایتخت ایران، از آلودگی شدید هوا رنج می‌برد و نزدیک به سه گسل اصلی زلزله قرار گرفته‌است، در حالی که تهران پرجمعیت‌ترین منطقه درکشور محسوب می‌شود، حدود ۵ میلیون نفر تشویق شدند تا با انگیزه‌های مالی این شهر را ترک کنند. در ۱۶ دسامبر ۲۰۱۹ هوای تهران با شاخص ۱۸۱، رده بالاترین هوای آلوده در جهان را کسب کرد.

## آلودگی هوا

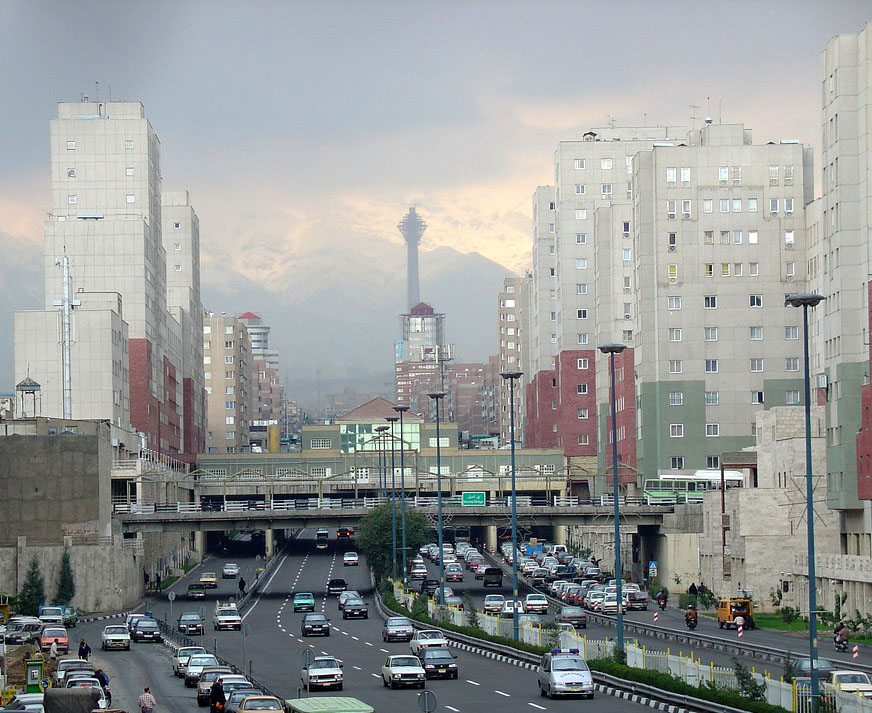
آلودگی هوا در تهران

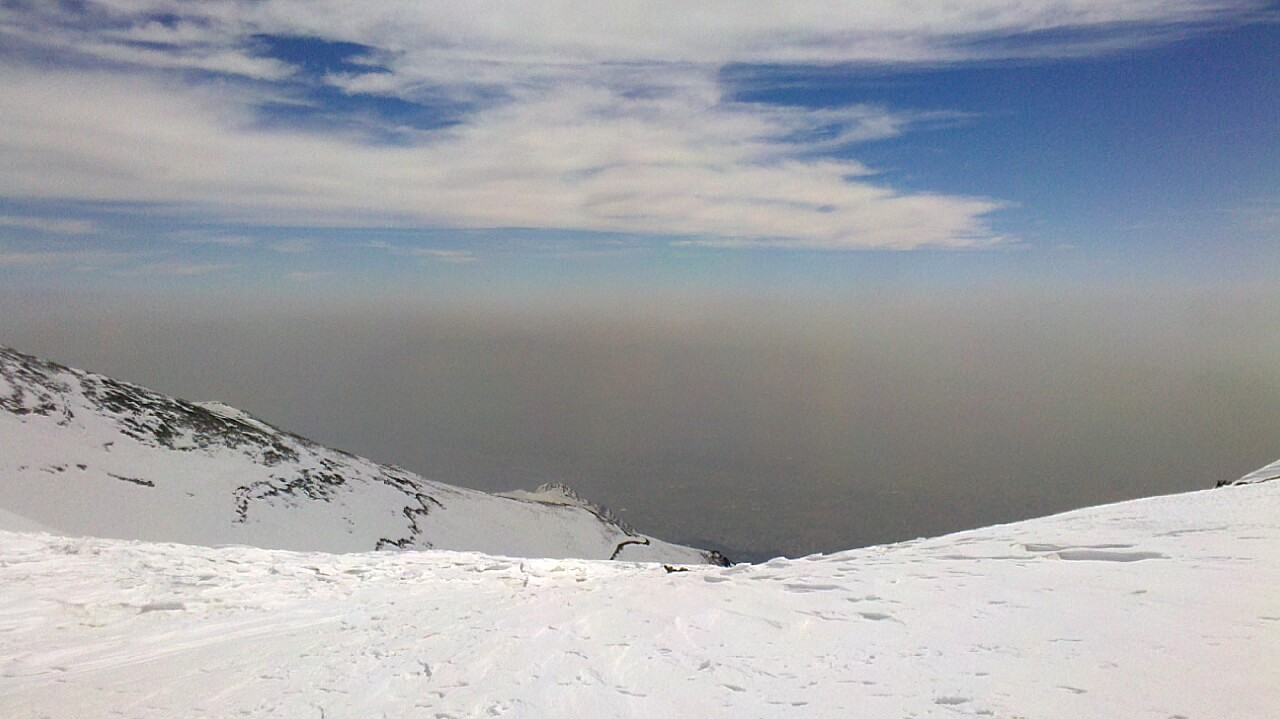
آلودگی تهران از بالا قله توچال.

تهران به عنوان یکی از آلوده‌ترین کلانشهرهای جهان رتبه‌بندی می‌شود. بخش‌هایی از تهران اغلب توسط مه دود پوشیده شده‌است که تنفس را دشوار و باعث به وجود آمدن بیماری‌های گسترده ریوی می‌شود. تخمین زده می‌شود که روزانه حدود ۲۷ نفر در اثر بیماری‌های مربوط به آلودگی می‌میرند. به گفته مقامات محلی، ۳۶۰۰ نفر در یک ماه تنها به دلیل آلودگی خطرناک هوا جان خود را از دست دادند. ۸۰ درصد از آلودگی این شهر، ناشی از رفت ‌و آمد خودروها می‌باشد. ۲۰ درصد باقی مانده را آلودگی‌های صنعتی تشکیل می‌دهند. دیگر برآوردها نشان می‌دهد که موتور سیکلت‌ها به تنهایی ۳۰ درصد از آلودگی هوا و ۵۰ درصد از آلودگی صوتی در تهران را به خود اختصاص می‌دهند.
در سال ۲۰۰۷، ایران تصمیم به سهمیه بندی سوخت گرفت، اما این طرح موفقیت کمی در کاهش میزان آلودگی داشت. در سال ۲۰۱۱، با بهبود در سیستم حمل و نقل عمومی و افزایش قیمت سوخت، طبق طرح هدفمندسازی یارانه‌ها، دولت امیدوار است بتواند مشکلات آلودگی و ترافیکی را بهبود بخشد.
آلودگی هوا به دلایل مختلف، متفاوت است:
- اقتصادی: بسیاری از صنایع ایران در حومه تهران واقع شده‌اند. این شهر همچنین مملو از اتومبیل‌های قدیمی و دارای قدمت بالا می‌باشد. علاوه بر این، شلوغ‌ترین فرودگاه ایران، یعنی فرودگاه بین‌المللی مهرآباد نیز در غرب تهران واقع شده‌است.
- اکثر مردم مجبورند از خودروهای شخصی یا تاکسی استفاده کنند که این موضوع باعث ایجاد ترافیک شدید درا ین شهر شده‌است.
- کیفیت بنزین: به دلیل تحریم‌های بین‌المللی، دولت ایران به پالایشگاه‌های خود که برای تولید محصولات پتروشیمی طراحی شده‌اند، اجازه تولید بنزین با کیفیت پایین‌تر را داد.
- جغرافیایی: تهران از شمال توسط رشته کوه البرز محاصره شده‌است که این امر باعث توقف جریان باد مرطوب خزر می‌شود. در نتیجه، اغلب اوقات وارونگی حرارتی هوا بطور متناوب مشاهده می‌شود. کمبود رطوبت و ابر، تهران را به یک شهرخیلی آفتابی تبدیل کرده‌است. تشعشعات ماورا بنفش با آلاینده‌های موجود ترکیب شده و باعث افزایش سطح اوزون می‌شود.[۱۰] بعلاوه، گزارش شده که کیفیت پایین بنزین ساخت ایران نیز می‌تواند در ایجاد آلودگی مؤثر باشد[۱۱]

با این حال، دولت مشغول به کاهش آلودگی هوا می‌باشد. به همین منظور تاکنون تصمیم‌های مختلفی گرفته‌است. برای مثال، تاکسی‌ها و اتوبوس‌ها را به تبدیل موتورهای بنزین به موتور گاز طبیعی فشرده تشویق نموده و آن را به اجرا درآورده است. علاوه بر این، از سال ۱۹۷۹، دولت «یک منطقه ترافیکی» ایجاد کرده که در ساعات اوج ترافیک مرکز شهر را پوشش می‌دهد. ورود و رانندگی در داخل این منطقه فقط با مجوز ویژه مجاز است.
دولت، همچنین در حال تلاش برای افزایش آگاهی مردم در مورد خطرات آلودگی است. یکی از روش‌ها این است که با نصب و راه اندازی تابلوهایی در سطح شهر، طبق شاخص آلودگی هوا، سطح فعلی ذرات معلق (PM10)، دی‌اکسید نیتروژن (NO2)، اوزون (O3)، دی‌اکسید گوگرد (SO2) و مونوکسید کربن (CO) را نشان می‌دهد. این تابلوها همچنین شاخص استاندارد آلاینده‌ها (PSI) را نشان می‌دهند که یک شاخص کلی از کیفیت هوا بر اساس اندازه‌گیری آلاینده‌های پنج‌گانه ذکر شده در بالا است که علامت آلودگی و سطح هر آلاینده را به عنوان بی‌خطر یا خطرناک طبقه‌بندی می‌کنند.
العربیه در ژانویه ۲۰۱۷ گزارش داد که آلودگی هوا در تهران با شاخص کیفیت هوا به سطح خطرناکی رسیده‌است. مرکز نظارت بر آلودگی هوا در ۵ فوریه ۲۰۱۸ شاخص آلودگی هوا در پایتخت را ۱۶۱ تشخیص داده و آنرا در وضعیت منطقه قرمز اعلام کرد.
در ژانویه سال ۲۰۱۷، العربیه گزارش داد که آلودگی در تهران به سطح خطرناکی از نظر شاخص کیفیت هوا رسیده ‌است.

## زلزله
تهران بر روی دو گسل اصلی زلزله قرار گرفته و تاکنون در این منطقه، اگر چه در۱۵۰ سال اخیر با زلزله شدیدی مواجه نبوده‌است، اما تا کنون بیش از ۱۰۰۰ زمین‌لرزه بزرگ و کوچک در این منطقه به ثبت رسیده‌است.
این شهر، به سرعت در حال رشد است و بسیاری از ساختمان‌های آن بدون ایمنی کافی در برابر زلزله ساخته شده‌اند. این در حالی است که درآینده به احتمال  حدود ۹۰ درصد وقوع زلزله‌ای درابعاد ۶ ریشتر یا بیشتر  وجود دارد.

## جابه جایی پایتخت
در سال ۲۰۱۰، دولت اعلام کرد که به دلایل امنیتی و اداری، برنامه‌ریزی برای جابه جایی پایتخت از تهران به شهر دیگری نهایی شده‌است. مجلس ایران سه شهر شاهرود، اصفهان و سمنان را به عنوان سه نامزد اصلی به جای تهران به عنوان پایتخت انتخاب کرد. همچنین برای انتقال ۱۶۳ شرکت دولتی و چندین دانشگاه از تهران به سایر استانها، جهت جلوگیری از خسارت زلزلهٔ احتمالی در تهران برنامه‌ریزی شده‌است.از سوي ديگر فرو نشست زمين نيز از ديگر  خطراتي است كه شهر تهران با آن مواجه است.